# Xiphidiopsis cyclolobia
Xiphidiopsis cyclolobia är en insektsart som beskrevs av Heinrich Hugo Karny 1923. Xiphidiopsis cyclolobia ingår i släktet Xiphidiopsis och familjen vårtbitare. Inga underarter finns listade i Catalogue of Life.